# Rohrbach (Saalfeld)
Rohrbach település Németországban, azon belül Türingiában. Lakosainak száma 183 fő (2023. december 31.).

## Népesség
A település népességének változása:
| Lakosok száma | 195  | 190  | 194  | 182  | 182  | 183  |
|               | 2010 | 2017 | 2019 | 2021 | 2022 | 2023 |